# Skarresø
Skarresø är en sjö på ön Sjælland i Danmark.   Den ligger i Region Själland, i den östra delen av landet. Skarresø ligger 17 meter över havet. Den sträcker sig 1,6 kilometer i nord-sydlig riktning, och 2,2 kilometer i öst-västlig riktning och arean är 1,4 kvadratkilometer. 
Den högsta punkten i närheten är 65 meter över havet, 1,1 km söder om Skarresø. Trakten runt Skarresø består till största delen av skog och i närheten finns vattendraget Åmose Å.
Skarresø ingår i Natura 2000 området Store Åmose, Skarre Sø og Bregninge Å. På en ö i västra delen av sjön, Magleholm, finns ett häckande par havsörnar.